# إرفينغ بوند
إرفينغ بوند (بالإسبانية: Irving Bond)‏ هو مجدف أرجنتيني، (و. 1904  م).

## وصلات خارجية
- إرفينغ بوند على موقع الاتحاد الدولي للتجديف (الإنجليزية)
- إرفينغ بوند على موقع اللجنة الأولمبية الدولية (الإنجليزية)
- إرفينغ بوند على موقع أوليمبيديا (الإنجليزية)